# Campeonato Africano Sub-23 de 2011
El Campeonato Africano Sub-23 de 2011 fue la primera edición de este torneo de fútbol a nivel de selecciones sub-23 clasificatorio para los Juegos Olímpicos y que contó con la participación de 8 selecciones del continente.

## Historia
El torneo originalmente se iba a realizar en Egipto, pero con el problema de inseguridad que había en el país, se decidió trasladar la sede a Marruecos; y otorgó 3 plazas directas para Fútbol en los Juegos Olímpicos de Londres 2012, mientras que el cuarto lugar se enfrentaría en un play-off al cuarto lugar de Asia (en este caso fue Omán).

## Participantes
Estos fueron las 8 selecciones que clasificaron al torneo entre 39 que participaron en la Eliminatoria para el Campeonato Africano Sub-23 de 2011:
| - Argelia - Costa de Marfil - Egipto - Gabón | - Marruecos - Nigeria - Senegal - Sudáfrica |

## Oficiales
Estos Oficiales también fueron elegidos para la Copa Africana de Naciones de 2012.
| Árbitros | Jueces de Línea |
| --- | --- |
| Néant Alioum Bakary Gassama Sylvester Kirwa Hamada Nampiandraza Ali Lemghaifry Bouchaïb El Ahrach Slim Jedidi Janny Sikazwe Suplentes Joseph Lamptey Aboubacar Mario Bangoura | Jean-Claude Birumushahu Moussa Yanoussa Richard Bouende-Malonga Angesom Ogbamariam Aden Marwa Range Moffat Champiti Redouane Achik Felicien Kabanda Jason Damoo Anouar Hmila Reserve Yacin Hassan Egueh |

## Fase de grupos
Los criterios de desempates son:
1. Diferencia particular entre los equipos involucrados,
2. Diferencia de goles entre los equipos involucrados,
3. Goles anotados entre los equipos involucrados,
4. Gol diferencia en el grupo,
5. Goles totales a favor,
6. Puntos de fair play (puntos por tarjetas amarillas y rojas),
7. Sorteo.

| Leyenda                            |
| ---------------------------------- |
| Equipos clasificados a semifinales |

### Grupo A
| Nación    | J | G | E | P | GF | GC | GD | Pts. |
| --------- | - | - | - | - | -- | -- | -- | ---- |
| Senegal   | 3 | 2 | 0 | 1 | 3  | 2  | +1 | 6    |
| Marruecos | 3 | 2 | 0 | 1 | 2  | 1  | +1 | 6    |
| Nigeria   | 3 | 1 | 0 | 2 | 5  | 4  | +1 | 3    |
| Argelia   | 3 | 1 | 0 | 2 | 2  | 5  | –3 | 3    |

| 26 de noviembre de 2011 | Nigeria | 0 – 1   | Marruecos          | Stade de Tanger,            |                             |
|                         |         | Reporte | Barrada 28' (pen.) | Árbitro(s): Sylvester Kirwa | Árbitro(s): Sylvester Kirwa |

| 26 de noviembre de 2011 | Argelia       | 1 – 0   | Senegal | Stade de Tanger,         |                          |
|                         | Benaldjia 77' | Reporte |         | Árbitro(s): Néant Alioum | Árbitro(s): Néant Alioum |

| 29 de noviembre de 2011 | Marruecos       | 1 – 0   | Argelia | Stade de Tanger,          |                           |
|                         | Tighadouini 59' | Reporte |         | Árbitro(s): Janny Sikazwe | Árbitro(s): Janny Sikazwe |

| 29 de noviembre de 2011 | Senegal              | 2 – 1   | Nigeria     | Stade de Tanger,        |                         |
|                         | Mbodj 34' · Sané 42' | Reporte | Uchechi 49' | Árbitro(s): Slim Jedidi | Árbitro(s): Slim Jedidi |

| 2 de diciembre de 2011 | Nigeria                           | 4 – 1 | Argelia       | Stade de Marrakech,             |                                 |
|                        | Lawal 47', 75', 85' · Uchechi 87' |       | Bounedjah 42' | Árbitro(s): Bakary Papa Gassama | Árbitro(s): Bakary Papa Gassama |

| 2 de diciembre de 2011 | Marruecos | 0 – 1   | Senegal  | Stade de Tanger,                |                                 |
|                        |           | Reporte | Wade 31' | Árbitro(s): Hamada Nampiandraza | Árbitro(s): Hamada Nampiandraza |

### Grupo B
| Nación          | J | G | E | P | GF | GC | GD | Pts. |
| --------------- | - | - | - | - | -- | -- | -- | ---- |
| Egipto          | 3 | 2 | 0 | 1 | 3  | 1  | +2 | 6    |
| Gabón           | 3 | 1 | 1 | 1 | 4  | 3  | +1 | 4    |
| Costa de Marfil | 3 | 1 | 1 | 1 | 3  | 4  | –1 | 4    |
| Sudáfrica       | 3 | 0 | 2 | 1 | 2  | 4  | –2 | 2    |

| 27 de noviembre de 2011 | Egipto    | 1 – 0   | Gabón | Stade de Marrakech,             |                                 |
|                         | Magdi 50' | Reporte |       | Árbitro(s): Bakary Papa Gassama | Árbitro(s): Bakary Papa Gassama |

| 27 de noviembre de 2011 | Sudáfrica  | 1 – 1   | Costa de Marfil | Stade de Marrakech,            |                                |
|                         | Bhengu 21' | Reporte | Griffiths 81'   | Árbitro(s): Bouchaïb El Ahrach | Árbitro(s): Bouchaïb El Ahrach |

| 30 de noviembre de 2011 | Gabón           | 1 – 1   | Sudáfrica   | Stade de Marrakech,             |                                 |
|                         | Lengoualama 80' | Reporte | Masango 40' | Árbitro(s): Ali Ould Lemghaifry | Árbitro(s): Ali Ould Lemghaifry |

| 30 de noviembre de 2011 | Costa de Marfil | 1 – 0   | Egipto | Stade de Marrakech,             |                                 |
|                         | Koné 82'        | Reporte |        | Árbitro(s): Hamada Nampiandraza | Árbitro(s): Hamada Nampiandraza |

| 3 de diciembre de 2011 | Egipto                    | 2 – 0   | Sudáfrica | Stade de Marrakech,       |                           |
|                        | El Nenny 46' · Mohsen 63' | Reporte |           | Árbitro(s): Janny Sikazwe | Árbitro(s): Janny Sikazwe |

| 3 de diciembre de 2011 | Gabón                                   | 3 – 1 | Costa de Marfil | Stade de Tanger,        |                         |
|                        | Ndong Mba 46', 49' (pen.) · Yacouya 78' |       | Traoré 30'      | Árbitro(s): Slim Jedidi | Árbitro(s): Slim Jedidi |

## Fase Final

### Semifinales
| 6 de diciembre de 2011 | Senegal | 0 – 1   | Gabón     | Stade de Tanger,          |                           |
|                        |         | Reporte | Poko 119' | Árbitro(s): Janny Sikazwe | Árbitro(s): Janny Sikazwe |

| 7 de diciembre de 2011 | Egipto                  | 2 – 3   | Marruecos                    | Stade de Marrakech,      |                          |
|                        | Salah 36' · Shroyda 82' | Reporte | Barrada 1', 9' · Mokhtar 66' | Árbitro(s): Néant Alioum | Árbitro(s): Néant Alioum |

### Tercer Lugar
| 10 de diciembre de 2011 | Senegal | 0 – 2   | Egipto                  | Stade de Marrakech,     |                         |
|                         |         | Reporte | Shroyda 32' · Gomaa 68' | Árbitro(s): Slim Jedidi | Árbitro(s): Slim Jedidi |

### Final
| 10 de diciembre de 2011 | Gabón                 | 2 – 1   | Marruecos   | Stade de Marrakech,                                             |                                                                 |
|                         | Obiang 33' · Nono 40' | Reporte | Mokhtar 21' | Asistencia: 15,000 espectadores Árbitro(s): Hamada Nampiandraza | Asistencia: 15,000 espectadores Árbitro(s): Hamada Nampiandraza |

|                           |
| Bandera de Gabón          |
| Campeón Gabón 1.er título |

## Clasificados a los Juegos Olímpicos
- Gabón
- Egipto
- Marruecos

## Clasificado a la eliminatoria
- Senegal

## Goleadores
3 goles
- Abdelaziz Barrada
- Raheem Lawal

2 goles
| - Ahmed Shroyda - Emmanuel Ndong Mba | - Younes Mokhtar - Danny Uchechi |

Un gol
| - Mehdi Benaldjia - Baghdad Bounedjah - Georges Henri Griffiths - Moussa Koné - Lacina Traoré - Ahmed Magdi - Marwan Mohsen - Mohamed El Nenny - Saleh Gomaa - Johan Diderot Lengoualama | - Allen Nono - Landry Obiang Obiang - André Biyogo Poko - Lionel Yacouya - Adnane Tighadouini - Kara Mbodj - Abdoulaye Sané - Omar Wade - Phumelele Bhengu - Mandla Masango |

## Críticas
Algunos han cuestionado la existencia del torneo aduciendo que el torneo de fútbol en los Juegos de África es el válido como eliminatoria hacia los Juegos Olímpicos, pero el aumento de los equipos categoría sub-23 hace que el calendario eliminatorio sea más largo, provocando que en las ligas locales algunos equipos se debiliten.
También se quejan los aficionados, los cuales no están de acuerdo en que los clubes aporten a jugadores a este torneo, el cual no es aprobado por la FIFA, aunque su existencia se debe a que el torneo es similar a la Eurocopa Sub-21, aunque los clubes no están en la obligación de facilitar a sus jugadores para el torneo a diferencia del torneo europeo.